# Cattedrale di Lugo
La cattedrale di Santa Maria (in spagnolo: Catedral de Santa María) è il principale luogo di culto della città di Lugo, in Spagna, sede vescovile dell'omonima diocesi.
Papa Leone XIII ha elevato la cattedrale a basilica minore con la bolla Inter ceteras del 15 aprile 1896.